# Église Saint-Vincent-de-Paul de Wandignies-Hamage
Pour les articles homonymes, voir Église Saint-Vincent-de-Paul.
L'église Saint-Vincent-de-Paul est une église catholique située à Wandignies-Hamage, en France.

## Localisation
L'église est située dans le département français du Nord, sur la commune de Wandignies-Hamage.